# 克雷格·索德
克雷格·索德（英語：Craig Sword，1994年1月16日—）為美國男子籃球運動員，最後效力於台灣職業籃球大聯盟高雄全家海神。

## 職業生涯
2024年5月28日，索德與澳洲國家籃球聯賽塔斯馬尼亞跳蟻簽下一年合約。12月13日，索德與塔斯馬尼亞跳蟻分道揚鑣，由伊恩·赫默頂替其位置。
2025年1月1日，索德加盟台灣職業籃球大聯盟（TPBL）高雄全家海神。1月18日，索德在主場迎戰福爾摩沙夢想家的比賽中，分別以半場25分以及全場39分締造TPBL單場最高得分新紀錄。7月29日，高雄全家海神宣布索德離隊。

## 外部連結
- 克雷格·索德的Instagram帳戶
- 克雷格·索德在fiba.basketball（英语）
- 克雷格·索德在NBA官網（英语）
- 克雷格·索德在NBA G聯盟官網（英语）
- 克雷格·索德在台灣職業籃球大聯盟官網
- 克雷格·索德在Basketball-Reference.com（NBA）（英语）
- 克雷格·索德在Basketball-Reference.com（NBA G聯盟）（英语）
- 克雷格·索德在Basketball-Reference.com（國際）（英语）
- 克雷格·索德在Sports-Reference.com（NCAA）（英语）
- 克雷格·索德在ESPN（NBA）（英语）
- 克雷格·索德在Eurobasket.com（球員）（英语）
- 克雷格·索德在Proballers（英语）
- 克雷格·索德在RealGM（球員）（英语）
- 克雷格·索德在Flashscore（英语）